# Дионисий III
Патриарх Дионисий III (Вардалис) (греч. Πατριάρχης Διονύσιος Γ΄ Βαρδαλής ή Παρδαλίς; около 1615, Андрос, Южные Эгейские острова — 14 октября 1696, Великая Лавра, Афон, Османская империя) — патриарх Константинопольский (1662—1665); после чего был митрополитом Фессалоникийским (1666—1671).

## Биография

### Ранняя жизнь
Предположительно родился на острове Андрос, точная дата рождения неизвестна. В некоторых источниках упоминается его фамилия — Вардалис. В 1652—1662 годах был митрополитом Ларисским, а с 1659 года, в качестве проэдра, управлял также Прусской митрополией, причём его непосредственный предшественник на прусской кафедре, бывший Константинопольский патриарх Гавриил II, был повешен турками.

### Исторический фон
Константинопольский патриархат в XVII столетии переживал время беспрерывных смут, спровоцированных внешними причинами. Патриархи политически находились в полной зависимости от османских султанов и их великих визирей, которые по своему усмотрению утверждали или не утверждали их кандидатуры, смещали патриархов, отправляли их в ссылку и возвращали, иногда неоднократно. Эти кадровые перестановки являлись отражением более общей дипломатической игры, которую Турция вела с европейскими странами, в том числе и с Россией, каждая из которых имела свои амбиции в отношении константинопольских христиан.

### Патриаршество
В 1662 году был избран патриархом Константинопольским вместо низложенного Парфения IV. Придерживался пророссийской политической ориентации. В 1665 году был смещён с кафедры, и заменён снова Парфением, что вызвало возражения в Москве. В Турцию было отправлено посольство во главе с думным дворянином Афанасием Нестеровым, причём царь Алексей Михайлович, с одной стороны, послал патриарху Парфению подарок — собольи меха на весьма значительную в то время сумму в 300 рублей, но, с другой стороны, снабдил посла секретной грамотой, в которой Нестерову было поручено просить господаря молдавского Ильяша Александру, чтобы он содействовал низложению Парфения и возведению на престол прежнего патриарха Дионисия, «друга патриархов Паисия Александрийского и Макария Антиохийского».
Эта просьба царя увенчалась, в лучшем случае, частичным успехом. Дионисий III никогда более не возвращался на патриарший престол, тогда как Парфений, хотя в 1667 году и был смещён, однако, в дальнейшем возвращался ещё троекратно. С другой стороны, молдавский господарь Ильяш Александру в следующем, 1668 году, был смещён со своего поста, возможно из-за своих пророссийских симпатий, и отправился в Константинополь, где и скончался.
Дионисий же так и не стал патриархом снова, но вместо это стал митрополитом Фессалоникийским. В 1669 году он совершил паломничество в Иерусалим, а затем поселился на Афоне, где отреставрировал так называемую Великую Лавру, и где скончался 14 октября 1696 года.